# Hélder Marino Rodrigues Cristóvão
Hélder Marino Rodrigues Cristóvão, més conegut com a Hélder (nascut el 21 de març de 1971 a Luanda) és un futbolista portugués, ja retirat, que ocupava la posició de defensa.

## Trajectòria
Hélder va destacar a les files del GD Estoril-Praia, on va cridar l'atenció del Benfica, que el va fitxar el 1992. Al club de Lisboa va romandre fins a la temporada 96/97.
El gener de 1997 passa al Deportivo de La Corunya. A la campanya 99/00 és cedit al Newcastle United, on juga 12 partits i marca un gol abans de tornar a Galícia.
A la 2002-2003, retorna al Benfica, i posteriorment, passa a les files del Paris Saint-Germain FC. Juga la seua darrera temporada a la lliga grega, al Larissa FC, on amb prou feines disputa nou partits abans de penjar les botes.
Va guanyar la lliga portuguesa i la Copa d'aquell país en els anys 1993, 1996 i 2004, sempre amb el Benfica. Amb el Deportivo, va guanyar la lliga 99/00.

## Selecció
Hélder va disputar 35 partits internacionals amb la selecció de futbol de Portugal, i va marcar 3 gols. Va debutar el 12 de febrer de 1992 davant Holanda. Va formar part del combinat del seu país que va acudir a l'Eurocopa d'Anglaterra 1996.